# Alois Seiller
Alois svobodný pán von Seiller (Aloys Freiherr von Seiller) (10. prosince 1833, Vídeň – 12. června 1918, Vídeň) byl rakousko-uherský diplomat. Čtyřicet let strávil v diplomatických službách Rakouska a Rakouska-Uherska, zastával různé posty v evropských zemích i v zámoří, závěr své kariéry strávil jako rakousko-uherský vyslanec ve Švýcarsku (1888–1895).

## Životopis
Pocházel z významné vídeňské rodiny, narodil se jako druhorozený z pěti synů vídeňského starosty Johanna Kaspara Seillera (1802–1888). Po studiích vstoupil v roce 1856 do diplomatických služeb, nejprve jako praktikant na ministerstvu zahraničí, poté zastával nižší posty v Bernu, Mnichově, Hannoveru, Stuttgartu a Madridu. Od roku 1865 působil v Petrohradě, kde byl od roku 1872 velvyslaneckým radou. Ve funkci velvyslaneckého rady pak pobýval v Berlíně (1872–1876) a Římě (1876–1881). Nakonec byl rakousko-uherským vyslancem v Brazílii (1881–1888) a Švýcarsku (1888–1895). Po odchodu z diplomatických služeb získal titul c.k. tajného rady (1895). V roce 1870 obdržel Řád železné koruny III. třídy, několik vyznamenání získal také v zahraničí (ruský Řád sv. Anny, pruský Řád černé orlice nebo španělský Řád Isabely Katolické). Spolu s ostatními členy rodiny užíval od roku 1860 titul barona.
V roce 1875 se oženil s Amélií de Jaurú, dcerou brazilského diplomata a státníka Césara de Jaurú. Měli spolu šest dětí. Nejstarší syn Arthur byl státním úředníkem a okresním hejtmanem v Pule, další synové Viktor a Paul působili v diplomacii.